# الکساندر فروتا
الکساندر فروتا (انگلیسی: Alexandre Frota؛ زادهٔ ۱۴ اکتبر ۱۹۶۳) یک سیاستمدار و مدل سابق اهل برزیل است. بازیگر فیلمهای پورن بوده‌است.
از فیلم‌هایی که وی در آن‌ها نقش داشته است، می‌توان به پیمان ددمنشانه: قتل دانیلا پرز اشاره نمود.